# Colombiers (Vienne)
Colombiers is een gemeente in het Franse departement Vienne (regio Nouvelle-Aquitaine) en telt 1357 inwoners (2004). De plaats maakt deel uit van het arrondissement Châtellerault.

## Geografie
De oppervlakte van Colombiers bedraagt 20,7 km², de bevolkingsdichtheid is 65,6 inwoners per km².
De onderstaande kaart toont de ligging van Colombiers (Vienne) met de belangrijkste infrastructuur en aangrenzende gemeenten.

## Demografie
Onderstaande figuur toont het verloop van het inwonertal (bron: INSEE-tellingen).